# Station Clermont-de-l'Oise
Station Clermont-de-l'Oise is een spoorwegstation in de Franse gemeente Clermont.

## Geschiedenis
Het stationsgebouw werd opgetrokken op een drooggelegd moeras. Het werd plechtig geopend op 14 juni 1846 en voor het reizigersverkeer opengesteld op 20 juni. De reistijd toen naar Parijs bedroeg 2u42 en naar Amiens 1u58.

## Treindienst
| Serie | Treinsoort | Route                                                                                | Bijzonderheden |
| ----- | ---------- | ------------------------------------------------------------------------------------ | -------------- |
| C 10  | TER (SNCF) | Paris-Nord – Creil – Clermont-de-l'Oise – Longueau – Amiens                          |                |
| K 10  | TER (SNCF) | Paris-Nord – Creil – Clermont-de-l'Oise – Saint-Just-en-Chaussee – Longueau – Amiens |                |